# Mel Lewis
Mel Lewis, (Buffalo, 1929. május 10. – New York, 1990. február 2.) amerikai dzsesszdobos, stúdiózenész, zenetanár. Tizennégyszer jelölték Grammy-díjra.

## Pályafutása
Lewis tizenötéves kora óta volt profi zenész. Fellépett Boyd Raeburn, Alvino Rey, Ray Anthony és Tex Beneke big bandjeivel. 1954 és 1957 között Stan Kenton együttesének tagja volt. 1957-ben Los Angelesbe költözött, ahol elkészítette első stúdiófelvételeit Terry Gibbs és Gerald Wilson big bandjeivel.
Az 1958-as Rivals című filmben egy dzsesszzenekar tagjaként szerepelt. (Frank Sinatra, Tony Curtis, Natalie Wood).
Lewis 1960-ban New Yorkba ment, és a Gerry Mulligan Concert Jazz Bandben játszott. Dizzy Gillespie-vel 1961-ben európai turnén, 1962-ben pedig Benny Goodmannel egy szovjet turnén vett részt.
1965-ben Thad Jonesszal megalapította a Thad Jones/Mel Lewis Orchestrát. Jones 1978-ban váratlanul Dániába költözött. Ez a zenekar az Egyesült Államok dzsesszéletének fontos intézménye volt. Olyan zenészek léptek velük fel, mint Bill Berry, Danny Stiles, Richard Williams, Marvin Stamm, Snooky Young, Jon Faddis, Bob Brookmeyer, Jimmy Knepper, Quentin Jackson, Benny Powell, Jerome Richardson, Jerry Dodgion, Eddie Daniels, Joe Farrell, Pepper Adams, Billy Harper, Hank Jones, Roland Hanna, Richard Davis és George Mraz. Vanguard Jazz Orchestraként 2005-ben ünnepelték fennállásuk negyvenedik évfordulóját.
A zenekar rendszeresen hétfő esti koncerteket ad a Village Vanguardban. A hagyományt Lewis irányításával Mel Lewis Jazz Orchestra néven folytatták.
Európában Lewis 1986-tól a Joe Haider Orchestra-val is dolgozott, amellyel albuma 1988-ban elnyerte a Német Hanglemez-díjat, mint az év legjobb big band felvétele. Lewis 1989 decemberében lépett fel utoljára a Village Vanguardban. 1989. elején New Orleansba utazott az International Association for Jazz Education találkozójára, ahol még fellépett zenekarával. 1989. február 2-án rák következtében meghalt.

## Lemezválogatás
- 1956: Got´Cha & Richie Kamuca, Pepper Adams
- 1957: Mel Lewis & Charlie Mariano, Marty Paich
- 1976: New Life: Dedicated to Max Gordon
- 1983: The Lost Art
- 1985: 20 Years At The Village Vanguard
- 1988: The Definitive Thad Jones: Vol. 1,2 & Joe Lovano
- 2016: All My Yesterdays (The Debut 1966, Recordings at the Village Vanguard)

## Filmek
- 1958: Rivals

## Díjak
- 1988: Német Hanglemez-díj − az év legjobb big band felvétele.

## Fordítás
Ez a szócikk részben vagy egészben  a   Mel Lewis című német Wikipédia-szócikk ezen változatának fordításán alapul.  Az eredeti cikk szerkesztőit annak laptörténete sorolja fel. Ez a jelzés csupán a megfogalmazás eredetét és a szerzői jogokat jelzi, nem szolgál a cikkben szereplő információk forrásmegjelöléseként.